# Östra Torps kyrka
Östra Torps kyrka är Sveriges sydligaste församlingskyrka, belägen i nordvästra delen av Smygehamn. Den tillhör Källstorps församling i Lunds stift. 

## Kyrkobyggnaden
Ursprungliga kyrkan på platsen uppfördes på medeltiden. På 1880-talet ersattes medeltidskyrkan av en större, men denna brann ned till grunden på Palmsöndagen 1909. Nuvarande kyrka invigdes den 14 juni 1911 efter ritningar av arkitekt Theodor Wåhlin.

## Inventarier
Mycket av den medeltida inredningen förstördes i branden 1909, men predikstolen finns bevarad. Predikstolen i renässansstil är från slutet av 1500-talet.

### Orgel
- 1880 byggde Bengtsson en orgel med 6 stämmor.
- 1913 byggde Olof Hammarberg, Göteborg en orgel med 13 stämmor.
- Den nuvarande orgeln byggdes 1988 av A. Mårtenssons Orgelfabrik AB, Lund och är en mekanisk orgel. Fasaden är från 1913 års orgel.

| Manual            | Pedal      | Koppel  |
| Principal 8´      | Subbas 16´ | Man/Ped |
| Rörflöjt 8'       |            |         |
| Oktava 4'         |            |         |
| Spetsflöjt 4'     |            |         |
| Kvint 2 2/3'      |            |         |
| Waldflöjt 2'      |            |         |
| Ters 1 3/5'       |            |         |
| Sifflöjt 1'       |            |         |
| Crescendosvällare |            |         |

### Fotnoter
1. ↑  ”Kyrkorna”. Trelleborgs kommun. Arkiverad från originalet den 4 mars 2016. https://web.archive.org/web/20160304032830/http://www.trelleborg.se/sv/kommun-politik/kommunfakta/trelleborgs-historia/kyrkorna/ostra-torps-kyrka/. Läst 27 januari 2015.
2. ↑  ”Biskop Antje Jackelén firar Östra Torps kyrka 100 år”. Svenska kyrkan. 10 maj 2011. https://www.svenskakyrkan.se/Sve/Bin%c3%a4rfiler/Filer/faf006d0-bf31-4af8-ab94-e247c33f295b.pdf. Läst 12 februari 2011.[död länk]
3. ↑  ”Östra Torps kyrka”. Kyrkor i Lunds stift. http://www.kyrkoguiderlundsstift.se/skane_070_text.html. Läst 12 februari 2021.